# Montréal (Aude)
Montréal település Franciaországban, Aude megyében. Lakosainak száma 2116 fő (2022. január 1.). Montréal Alairac, Alzonne, Arzens, Bram, Brugairolles, Cailhau, Cailhavel, La Force, Sainte-Eulalie, Villarzel-du-Razès, Villeneuve-lès-Montréal, Villesiscle és Fanjeaux községekkel határos.

## Népesség
A település népessége az elmúlt években az alábbi módon változott:
| Lakosok száma | 1678 | 1595 | 1546 | 1881 | 1948 | 1909 | 1896 | 1900 | 1980 | 2116 |
|               | 1968 | 1982 | 1990 | 2006 | 2013 | 2015 | 2017 | 2019 | 2020 | 2022 |